# Echinocereus sciurus
Echinocereus sciurus ist eine Pflanzenart in der Gattung Echinocereus aus der Familie der Kakteengewächse (Cactaceae). Das Artepitheton sciurus bedeutet ‚Eichhörnchen‘ und steht für die Farbe und Textur der Bedornung ähnlich einem Eichhörnchen.

## Beschreibung
Echinocereus sciurus wächst rasenartig, ständig sprossend und bildet hierbei bis zu 60 Zentimeter große Gruppen. Die schlanken einzelnen Triebe werden häufig bis zu 20 Zentimeter lang und sind durch die reichhaltig vorhandenen Dornen fast verborgen. Die 12 bis 17 Rippen sind niedrig, geteilt in zahlreiche 5 bis 6 Millimeter voneinander entfernte Warzen. Die mit kleinen Areolen versehenen und kreisförmig angeordneten schlanken 15 bis 18 Randdornen sind blass mit bräunlichen Spitzen. Gewöhnlich mehrere Mitteldornen sind kürzer als die Randdornen und mit einem braun geneigten Stachel versehen. Die trichterförmigen Blüten sind hell bis mehr oder weniger tief purpurrosafarben. Sie werden bis zu 7 Zentimeter lang und erreichen einen Durchmesser von 9 Zentimeter.  Sie haben zahlreiche Staubblätter mit grünlichen Staubfäden und einer grünfarbenen Narbe.

## Verbreitung, Systematik und Gefährdung
Echinocereus sciurus ist in den mexikanischen Bundesstaaten Baja California Sur und Sinaloa verbreitet.
Die Erstbeschreibung als Cereus sciurus erfolgte 1904 durch Mary Katharine Brandegee. Erich Dams stellten die Art 1904 in die Gattung Echinocereus. Ein nomenklatorisches Synonym ist Echinocereus sciurus (K.Brandegee) Britton & Rose (1922).
Es werden folgende Unterarten unterschieden:
- Echinocereus sciurus subsp. sciurus
- Echinocereus sciurus subsp. floresii (Fritz Schwarz ex Backeb.) N.P.Taylor:
 Die Unterart wurde ursprünglich von Curt Backeberg 1949 als Echinocereus floresii beschrieben.[6] Nigel Paul Taylor bezog sie als Unterart 1997 zu Echinocereus sciurus mit ein.[7]

In der Roten Liste gefährdeter Arten der IUCN wird die Art als „Endangered (EN)“, d. h. als stark gefährdet geführt.

## Nachweise